# ミッシェル愛美
ミッシェル 愛美（ミッシェル めぐみ、英: Michelle Megumi、2000年9月12日 - ）は、日本の女性モデル。東京都・渋谷区出身。アメリカ人の父と日本人の母の間に生まれたハーフ。東京スクールオブミュージック専門学校高等課程卒業。本名はシールズ 愛美 ミッシェル。女優のブルック・シールズの親戚にあたる。

## 略歴
- 2013年 - アイドルグループ「かおすDEじゃぽん（後にCiAに改称）」の一員として活動。同時にモデルとしてファッション誌を中心に活動する。同年、「CanCam新世代モデルオーディション」において、最年少にて最終審査に進出。
- 2014年、関西コレクション2015SPRING&SUMMERにおいてメインビジュアルモデルを務める。
- 2016年、フェイス オブ アジアモデルフェスティバルに日本代表として出場[4]。
- 2018年、平昌オリンピックサポーター賞を受賞。同年、ミスiD2019において、ファイナリストに進出[4]。
- 2019年5月7日、講談社・ミスマガジン2019のファイナリストに進出
- 2020年12月11日発売の講談社『FRIDAY』（2020年12月25日号）[5]にてグラビアデビュー。
- 2023年6月20日 合同会社設立。
- 2023年9月、二科展にて(新国立美術館)異例の初出品初入選、自画像アーティストとして画家デビューを果たす。
- 2024年2月1日から16日、ギャラリー 結（糀谷）にて人生初の個展を開催。
- 2024年3月10日から25日にかけて、人生初の合同展示会""情熱の波紋を主催。
- 2024年6月22日から7月6日にかけて、前回同様の展示会場、人形町にて合同展示会"情熱の波紋"第2弾(𝐄𝐩𝐢𝐬𝐨𝐝𝐞 Ⅰ)を主催。

## 人物
- 趣味は絵を描くこと、食べること
- 特技は英会話、ランウェイウォーキング
- アイシングクッキー認定免許所持
- 好きな食べ物　美味しいもの
- 苦手な食べ物　口に合わないもの

## 出演

### 雑誌
Ray、arを中心に多数掲載。
グラビアデビューしてからは、主に週刊誌FRIDAYなどに多数連続掲載されている。

### 広告
- 大正製薬とarのコラボ広告「コーラックファースト」（2014年10月）
- TeensEverとリラックマ、マイメロディ、バービーのコラボ商品モデル（2015年4月）

### テレビCM
- バンダイ「アイカツ！スタイル」のテレビCMに出演（2014年11月）

## 受賞
- 2017 Asia Model Festival FACE of JAPAN（2017年6月）[6]
- Asia Model Award 2017にて「国際ファッションデザイン専門学校賞」を受賞(2017年6月）

## 作品

### イメージビデオ
- ミッシェル愛美 白い妖精（2022年6月24日、竹書房）[7]